# Motorredskab
Et motorredskab er i færdselsmæssig forstand et køretøj der er beregnet til at udføre en bestemt type arbejde og hverken bruges til transport (som en lastbil) eller som trækkraft (som en traktor).
Som eksempler på motorredskaber kan nævnes:
- Mejetærsker
- Vejtromle
- Selvkørende grønthøster
- Gummiged
- Pølsevogn

For at føre et motorredskab på færdselslovens område skal man minimum have kørekort kategori T/M (Traktor/Motorredskab) som kan erhverved fra man er 16 år. Alternativt giver kategori B (Bil) også ret til at føre motorredskab eller traktor.
Et motorredskab må ikke fremføres med mere end 30 km/t, og hvis det er udstyret med faste hjul eller valser må det kun køre 15 km/t jf. færdselsloven.